# دسمه
دسمه (به عربی: الدسمة) یک منطقهٔ مسکونی در کویت است که در استان عاصمه واقع شده‌است. دسمه ۱۲٬۴۵۵ نفر جمعیت دارد.